# Megalopolis (Grecia)
Megalopolis sau Megalopoli este un oraș faimos pentru teatrul său antic. Megalopolis este cuvântul grecesc pentru oraș mare. Este cea mai vestică parte a prefecturii Arcadia. Populația sa în 2001 era de 5.000 locuitori. Este singura comunitate aflată în creștere din Arcadia de vest. Alte orașe au raportat pierderi în termeni de populație în anul 2001. Distanța de la Tripoli, Grecia este de 30 km. Orașul are o piață în inima sa. Munții care înconjoară Megalopolis sunt Taygetus și Tsiberou. Mare parte din zonă este izolată și valea împădurită strânge până la 10.000 de locuitori. Este una dintre cele mai puțin populate zone din Peloponez.